# Shona
Shona er navnet på den største stamme i Zimbabwe såvel som denne stammes fællessprog. Shona udgør ca. 70% af befolkningen i Zimbabwe. Shona er en bantu dialekt og tales primært i området Mashonaland og det vestlige Mozambique. Det største minoritetessprog i Zimbabwe er Ndebele som tales i matabeleland i den nordvestlige del af landet, hvor også Victoria Falls og Bulawayo ligger. Ca. 15% taler Ndebele.
Shonastammen blander kristendom med forskellgie former for Shamanisme/animisme .

## Etniske stridigheder
Shonaerne var under uafhængighedskrigen primært organiseret i Zanu, mens Ndebele var organiseret i Zapu-PF.
Robert Mugabe er Shona og efter hans kåring som præsident, spillede han i 1980'erne det etniske kort overfor Ndebele gruppen. I midten af 80'erne fandt der en lidet kendt massakre sted i matabeland, hvor ca. 3000 mennesker menes omkommet . . I 1990'erne blokerede Shona regeringen for investeringer i Matabelelands vandforsyning .
Forfædrene af dagens shonagruppe er antaget at have været de første bofaste indbyggere i regionen hvor Great Zimbabwe senere blev etableret. Der findes arkæologiske beviser fra jernalderen som viser bosætning i det 5. århundrede.